# Ovlivňování počasí
Ovlivňování počasí, někdy též umělé ovlivňování počasí, je úmyslné ovlivnění atmosférických procesů dočasnou lokální změnou fyzikálních nebo chemických vlastností atmosféry. Nejznámější formou ovlivňování počasí je potlačení přízemních mrazíků nebo vyvolávání deště nebo sněžení pomocí umělé infekce oblaků, obvykle za účelem zvýšení lokálních srážek, nebo naopak rozpuštění oblaků. Ovlivňování počasí může mít také za cíl zabránit výskytu živelních pohrom, jako jsou krupobití, povodně nebo třeba hurikány, nebo naopak vyvolání živelní pohromy proti nepříteli, jako součást vojenských operací nebo ekonomické války.
Příkladem válečného využití je operace Popeye, při níž byla podpořena tvorba mraků, aby se prodloužil monzun ve Vietnamu. Ovlivňování počasí ve válce bylo zakázáno Spojenými národy v rámci Úmluvy o úpravách prostředí (ENMOD).

## Historie
V Evropě bylo od 14. století rozšířeno přesvědčení, že hluk omezuje krupobití. V mnoha zemědělských oblastech bylo proto na ochranu před krupobitím stříleno z kanónů (vedle zvonění kostelních zvonů a modliteb). Veteráni sedmileté války, napoleonských válek a americké občanské války hlásili, že po každé velké bitvě pršelo. Na základě toho byl koncem 19. století proveden v Texasu pokus s odpálením většího množství výbušnin v naději, že zkondenzují vodní páru a vyvolají déšť. Výsledky pokusu pod dohledem Roberta Dyrenfortha však byly neprůkazné.
Wilhelm Reich v padesátých letech dvacátého století prováděl experimenty s tzv. cloudbustingem postavené na kontroverzních předpokladech, nebyly proto akceptovány mainstreamovou vědou.
V listopadu 1954 zahájil král Pchúmipchon Adunjadét královský projekt tvorby deště (thajsky: โครงการฝนหลวง). První pokus proběhl 20. července 1969 v národním parku Khao Yai. V mracích byly rozptýleny vločky suchého ledu. Údajně se vyskytly nějaké srážky. V roce 1971 vláda založila projekt výzkumu a vývoje umělého deště v rámci thajského ministerstva zemědělství a družstev.
V lednu 2011 několik novin a časopisů, včetně britských Sunday Times a Arabian Business, uvedlo, že vědci podporovaní vládou Abu Dhabi, hlavního města Spojených arabských emirátů, vytvořili mezi červencem a srpnem 2010 poblíž Al Ajn přes 50 umělých dešťových bouří ve dnech, kdy meteorologická služba předpovídala bezoblačné počasí. Al Ajn je druhým největším městem emirátu, které leží blízko hranice země s Ománem. Umělé bouřky prý někdy způsobily kroupy a vichřice.
V roce 2008 Číňané vypálili do mraků více než 1100 raket, aby zabránili dešti v průběhu úvodního ceremoniálu Letních olympijských her v Pekingu tím, že se mraky vyprší dříve. Možná ještě rozsáhlejší akce byla plánována v roce 2009 v souvislosti s oslavami 60. výročí vyhlášení ČLR. Čína má i vládní úřad s názvem Beijing Weather Modification Office, který spadá pod národní úřad pro kontrolu počasí.

## Ochrana rostlin před mrazem

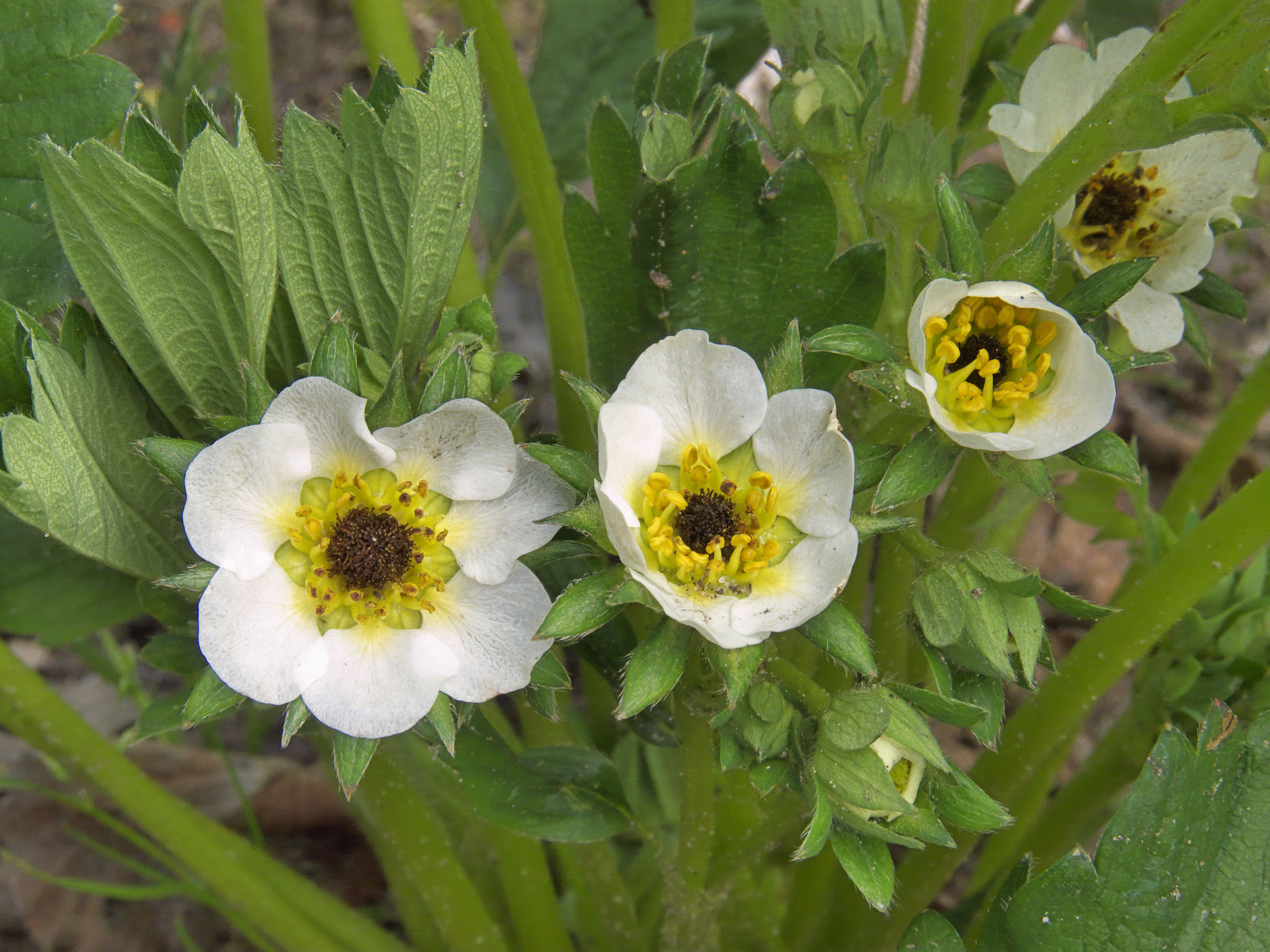
Květy jahodníku poškozené pozdním jarním mrazem

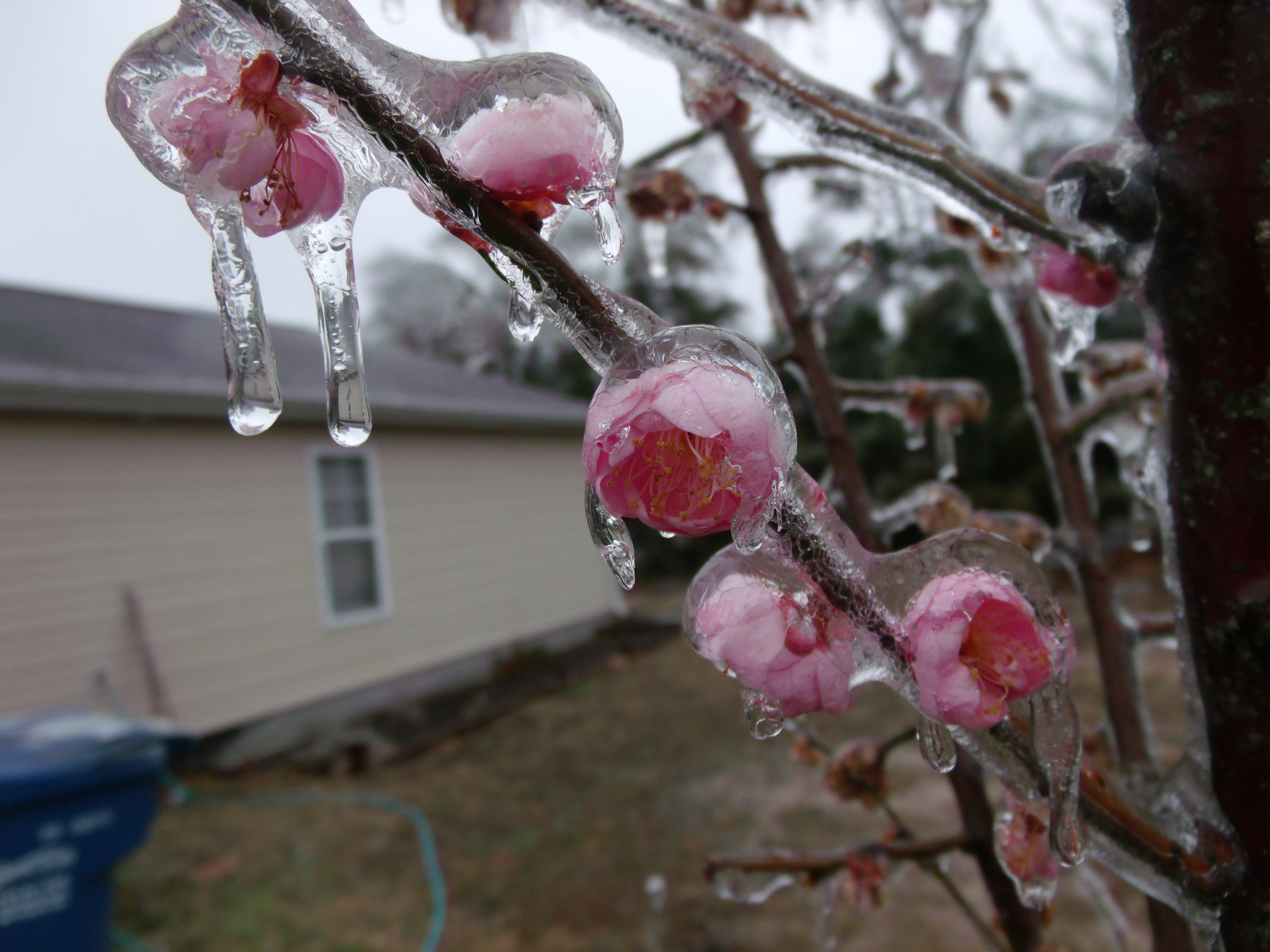
Kvetoucí větev meruňky pokrytá ledem, který chrání květy před poškozením mrazem

Pozdní jarní mrazy mohou poškodit květy a výrazně snížit úrodu ovocných dřevin. Kromě pasivních způsobů ochrany (například výběr odrůdy a stanoviště) se používají i aktivní metody ovlivňování mikroklimatu v průběhu poklesu teploty pod kritickou hodnotu. Použitelné metody se liší v závislosti na tom, zda jde o radiační mráz, který vzniká za jasných bezvětrných nocí, kdy je vzduch suchý a teplota rostlin může klesnout i několik stupňů pod teplotu okolního vzduchu, nebo advektivní mráz, tj. mráz spojený s větrem, kdy teplota rostlin odpovídá teplotě okolního vzduchu.
Přízemní (radiační) mráz lze potlačit zvýšením přenosu tepla do vrchních vrstev půdy z vrstev hlubších. Teplota přízemního vzduchu je vyšší nad nezkypřenou půdou s minimálním porostem. Účinnější jsou různá topidla, kamínka, otevřená ohniště nebo svíce, které kompenzují ztráty tepla zářením. Další možností jsou ohřívače s fukarem projíždějící sadem. Využívá se rovněž skutečnosti, že radiační mráz je spojen s teplotní inverzí: vzduch ve větších výškách je výrazně teplejší. Řešení spočívá v promíchávání tohoto vzduchu se vzduchem u povrchu větrnou turbínou nebo vrtulníkem. Radiační ochlazování lze omezit vytvořením vrstvy mlhy rozprašováním jemných kapiček vody.
Proti poškození mrazivým větrem lze rostliny chránit „zadešťováním“ – postřikem vodou. Voda namrzá na rostlinách a tím udržuje jejich teplotu kolem bodu mrazu. Problémem je riziko poškození rostlin tíhou namrzlého ledu.

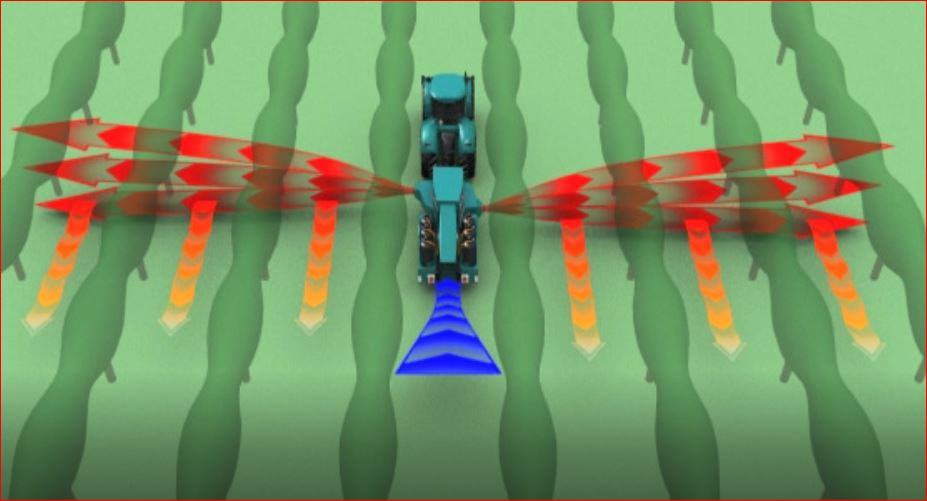
Schéma ohřívání vzduchu fukarem projíždějícím sadem, šíře záběru může být až 100 m (50 m na každou stranu)
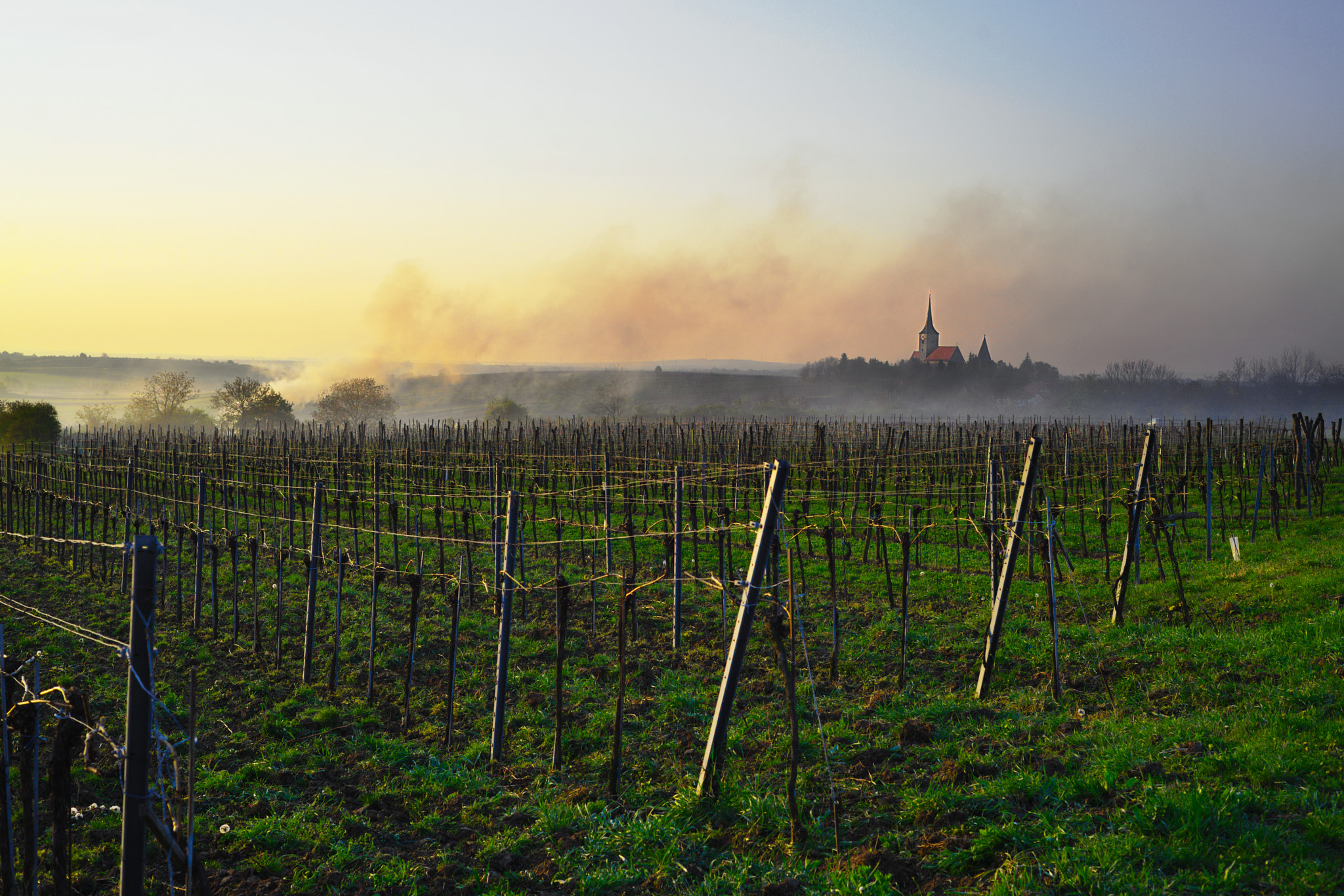
Zemědělci pálí slámu, aby ochránili vinohrady před jarními mrazy
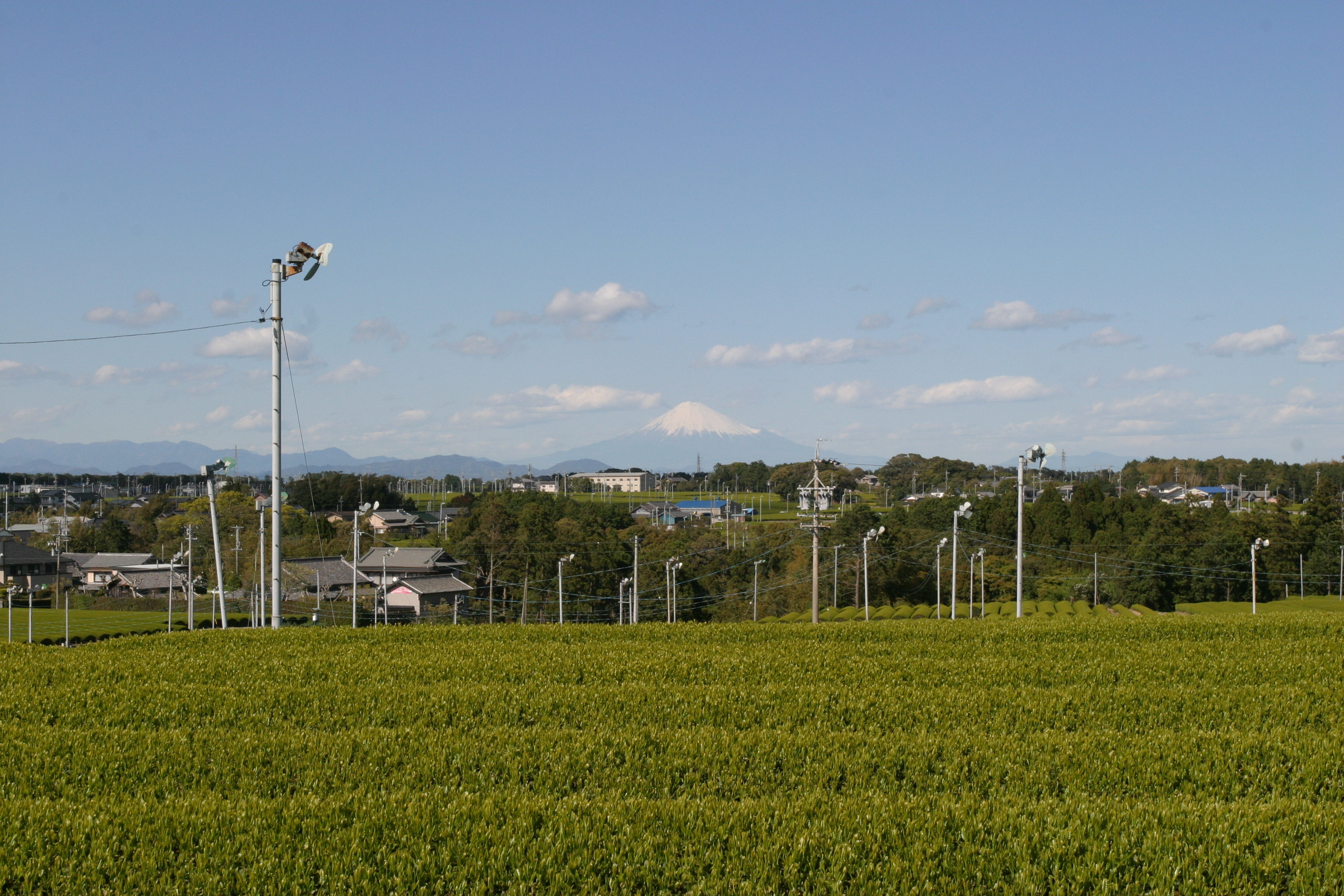
Čajová plantáž v Omaezaki (Japonsko) s větráky na ochranu proti mrazu.

## Zvýšení srážek

Umělá infekce oblaků rozptylováním kondenzačních jader z letadel nebo pozemními generátory

Pro zvýšení srážek je používána technika tzv. umělé infekce oblaků, jejímž cílem je ovlivnění vývoje mraků s cílem vyvolat srážky v cílové oblasti. Intenzivní výzkum v tomto směru probíhal zejména v poslední čtvrtině 20. století, dosavadní výsledky jsou však sporné. Nejčastěji jde o rozprašování mikročástic například jodidu stříbrného nebo suchého ledu do chladných mraků, v nichž se vyskytují kapičky podchlazené vody (tj. kapalné vody o teplotě pod bodem mrazu), které působením uvedených látek ztuhnou, čímž se uvolní teplo, které v mraku vyvolá nebo posílí stoupavé proudy. Pro vyvolání srážek z teplých mraků se používají hygroskopické látky jako chlorid sodný, nebo chlorid draselný, které způsobí nabalování mikroskopických kapiček a vznik dešťových kapek.
Umělá infekce oblaků funguje v případě, že ve vzduchu již je přítomna vodní pára. Kritici obecně tvrdí, že k proklamovaným úspěchům dochází za podmínek, které by stejně vedly k dešti. Technika se používá v zemích náchylných k suchu, včetně Spojených států, Číny, Indie a Ruska. V Číně existuje silné podezření, že se používá k „omývání vzduchu“ na suchých a silně znečištěných místech, jako je Peking. V horských oblastech Spojených států, jako jsou Rocky Mountains a Sierra Nevada, je umělá infekce oblaků používána od 50. let 20. století.
Ve Spojených arabských emirátech se umělá infekce oblaků objevuje od roku 2000, cílem je zvýšit srážky o 15–30 % ročně. Používá se chlorid draselný, chlorid sodný, hořčík a další hygroskopické materiály.

### Dopady
V souvislosti s umělým vyvoláváním srážek byly vzneseny otázky ohledně potenciálních negativních dopadů. Nejdůležitější jsou dvě témata: 1) zda zvýšení srážek v jedné lokalitě nevede k poklesu srážek jinde a 2) vliv používaných chemikálií na životní prostředí a zdraví obyvatel. Jmenovitě jde o potenciální dopad zvýšených koncentrací jodidu stříbrného, protože je známo, že stříbro je toxické pro půdní mikroorganismy.

### Environmentální rizika
Množství chemikálií rozprašovaných do mraků je velmi malé. Při jednorázové aplikaci jodidu stříbrného (AgI) je nárůst koncentrace stříbra oproti přirozenému obsahu v půdě nebo vodě těžko zjistitelný. Starší studie ze 70. let 20. století naznačovaly, že při opakované dlouhodobé aplikaci může zvýšená koncentrace jodidu stříbrného pozměnit mikrobiální prostředí zejména snížením rychlosti rozpadu organické hmoty, celkový vliv na půdní prostředí je však málo významný.
Novější studie z roku 2016 přinesla nejednoznačné výsledky. Samotný AgI je méně toxický než volné stříbro nebo Ag+ iont. Zjištěná toxicita AgI je však vyšší, než by odpovídalo koncentraci iontů Ag+ vzniklých disociací AgI. Při dlouhodobém používání by mohly koncentrace AgI dosáhnout toxické úrovně, není však jisté, jak bude AgI reagovat s jinými látkami v půdě a vodě.

#### Zdravotní rizika
Americká Národní lékařská knihovna uvádí, že po kontaktu s jodidem stříbrným může kůže „zůstat zažloutlá celé týdny“, nejsou však známa žádná zdravotní rizika pro lidi.

#### Sociální
Město Jeddah na západě Saúdské Arábie bylo v roce 2009 poškozeno povodněmi, které údajně zabily více než 100 lidí, protože chyběla adekvátní kanalizace.

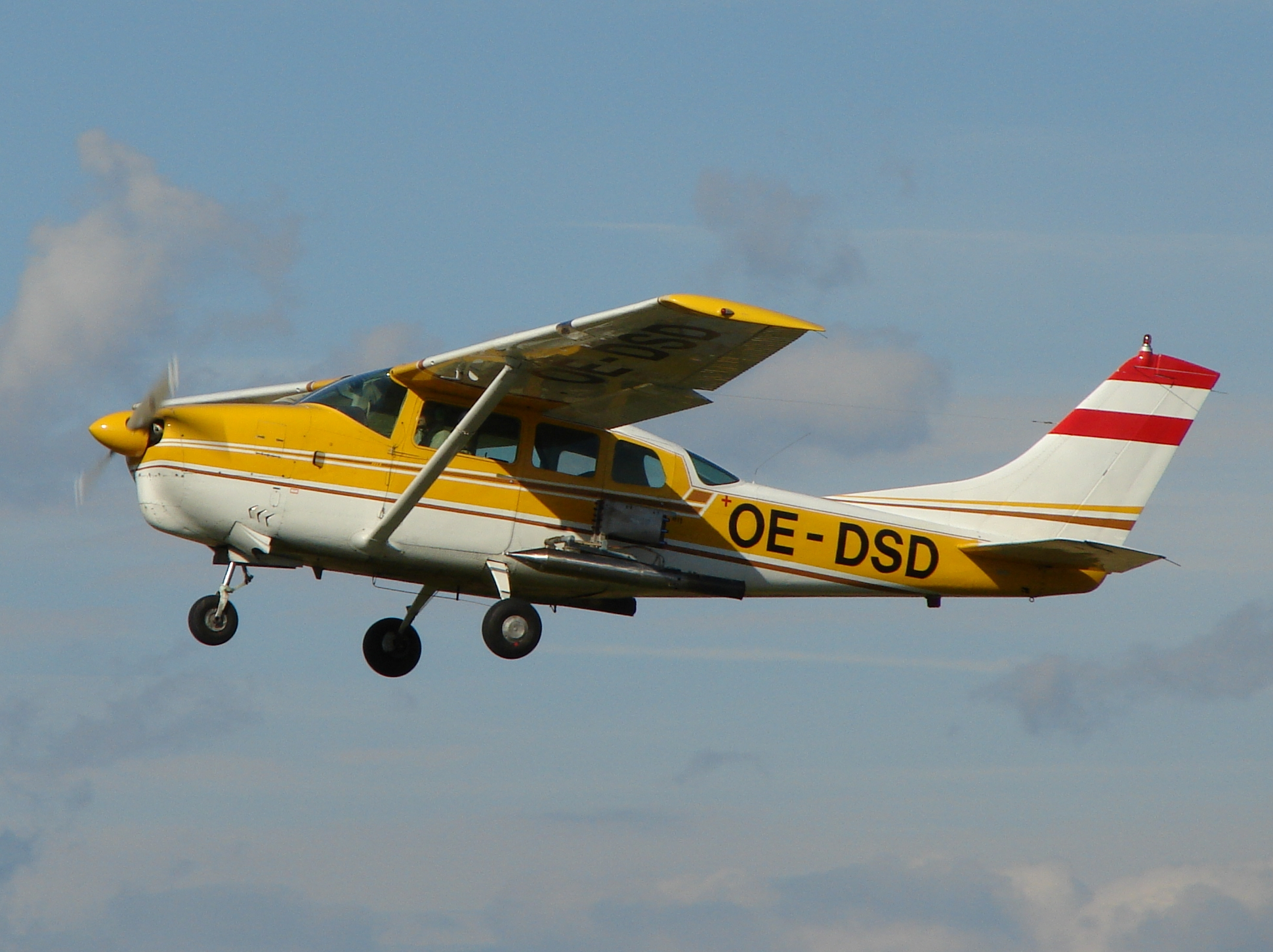
Generátor mikročástic jodidu stříbrného namontovaný na letounu
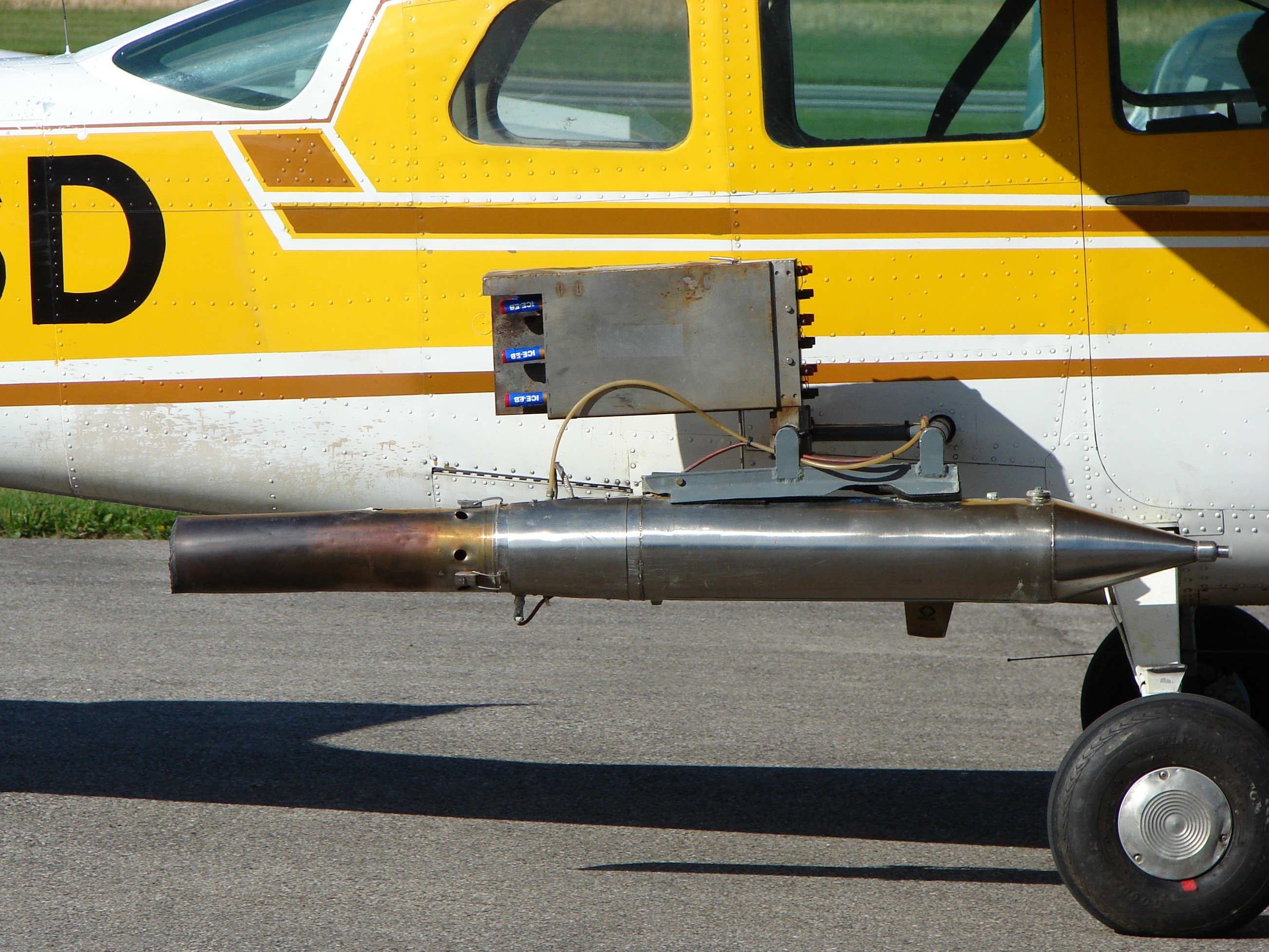
Detail generátoru mikročástic jodidu stříbrného na letounu
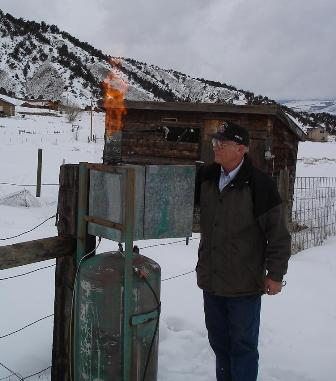
Pozemní generátor mikročástic jodidu stříbrného

## Ochrana před krupobitím

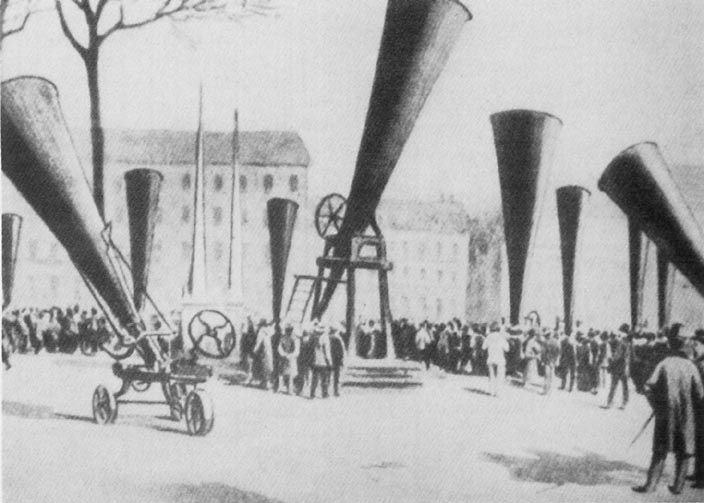
Kanóny proti kroupám na kongresu věnovaném tomuto tématu v roce 1901

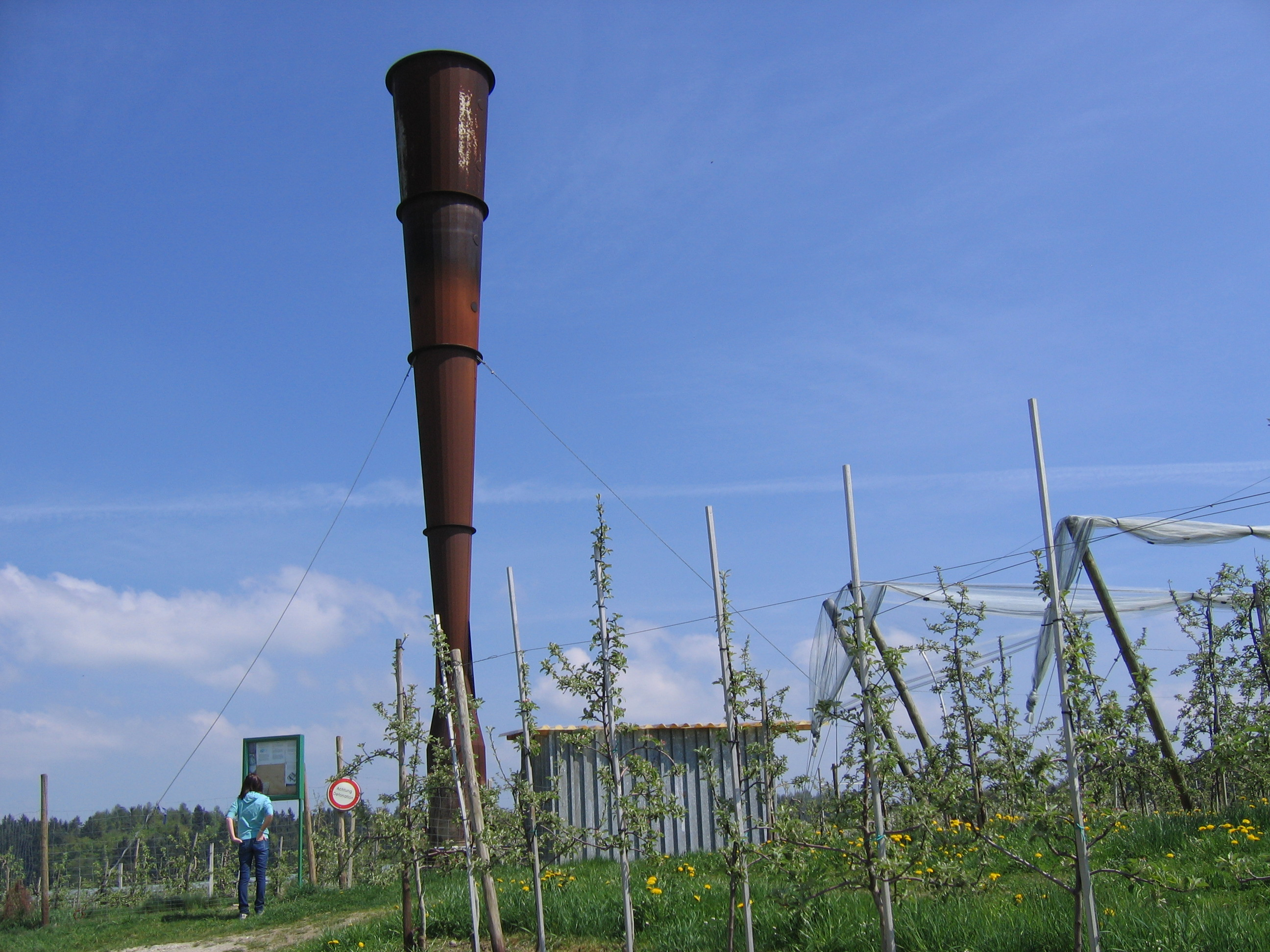
„Moderní“ kanón proti kroupám fotografovaný v roce 2009 v Německu

Pro ochranu před krupobitím byly zkoušeny dvě metody: umělá infekce oblaků a kroupové kanóny.

### Umělá infekce oblaků
Umělá infekce oblaků se obvykle používá pro vyvolání srážek. Pro ochranu před krupobitím se používají stejné látky (obvykle jodid stříbrný nebo suchý led), primárním cílem však není vyvolat srážky, ale ovlivnit vývoj mraku tak, aby nedošlo k tvorbě nebezpečně velkých krup. Jedna strategie je zaměřena na vytvoření velkého množství kondenzačních jader, aby vzniklo větší množství menších krup. Při větším počtu kondenzačních jader není v mraku dostatek vody pro tvorbu velkých krup (tzv. prospěšná konkurence). Druhá strategie je zaměřena na vyvolání předčasného deště. Dodání kondenzačních jader v ranější fázi vývoje mraku vede k tvorbě větších kapek v menších výškách, ty pak vypadnou z mraku dříve než vystoupají do větších výšek, kde by z nich vznikly kroupy.
Vzhledem k prostorové a časové variabilitě počasí je vyhodnocování úspěšnosti experimentů obtížné. Údaje pojišťoven o škodách způsobených kroupami v jihozápadní Francii naznačují, že nákladová efektivnost těchto opatření může být až 24:1.

### Kroupové kanóny
Na rozdíl od umělé infekce oblaků ochrana před kroupami pomocí kanónů nikdy nedosála úspěchu. Od 14. století bylo v Evropě stříleno do mraků na základě přesvědčení, že hluk omezuje tvorbu krup. Císařovna Marie Terezie však v roce 1750 v Rakousku tuto praxi zakázala z důvodu stále častějších nehod a také s ohledem na stížnosti, že střelba v jednom místě způsobuje krupobití nebo nedostatek srážek jinde.
Koncem 19.v století byla vyslovena domněnka, že tvorbu krup by bylo možno omezit injektováním částic kouře, které by působily jako kondenzační jádra, do mraků pomocí kanónů. Vinař Albert Stiger na základě toho vyvinul kanón připomínající velký megafon namířený vzhůru. Když vypálil, vytvořil se prstenec kouře, který stoupal do výšky asi 300 metrů. Během dvou let pokusného provozu se nevyskytlo žádné krupobití. Používání takových kanónů se na přelomu 19. a 20. století rychle rozšířilo (tisíce kusů) zejména ve vinařských oblastech Rakouska, Itálie a Francie. Později se ukázalo, že „úspěch“ Stigerových pokusů byl dílem náhody, stále častěji se potvrzovalo, že krupobití se vyskytuje i v místech, kde jsou provozovány kanóny. Jejich používání zaniklo kolem roku 1905.
Účinnost kanónů se nikdy nepotvrdila. Dodávání kondenzačních jader do mraků ze země je neefektivní. Kromě toho vznik velkých krup je časově náročný proces. Že nelze tvorbu krup omezit zvukovými vlnami je zřejmé již z toho, že akustické projevy bouřky jsou řádově silnější než rány z kanónu a přesto tvorbě krup nezabrání.
Přesto se kolem roku 2010 opět (proti)kroupové kanóny objevily.

## Vedro ve městech

Vliv městského tepelného ostrova na lokální počasí

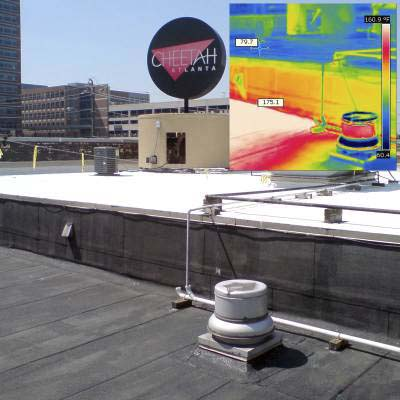
Porovnání teploty na povrchu černé asfaltové střechy s bílou střechou z elastomeru.

Městské tepelné ostrovy jsou oblasti velkoměstské zástavby, které ovlivňují, v něterých případech významně, průběh počasí jak ve městě samotném, tak v jeho okolí. Samo o sobě jde o nezamýšlenou změnu počasí vyvolanou lidskou činností. Nejvýznamnějším negativním důsledkem je výrazný nárůst teploty oproti původní přírodní krajině.
Pro zmírnění negativních důsledků byla vypracována řada doporučení. Jmenovitě jde zejména o výsadbu stromů, které kromě toho, že poskytují stín a snižují teplotu vzduchu evapotranspirací zároveň vzduch čistí. Obecně jakákoli zeleň nebo vodní plocha, která nahradí pevné povrchy (asfalt, beton...) přispívá ke zlepšení mikroklimatu ve městě. U staveb jsou preferovány světlé povrchy a lehké konstrukce, které neakumulují teplo, nebo ještě lépe zelené fasády a střechy. Naučná videa pro základní a střední školy o vlivu zeleně připravila i Česká televize.

## Legislativa

### Úmluva OSN o úpravách prostředí zroku 1977
Na ovlivňování počasí, zejména pro vojenské účely, je zaměřena Rezoluce Valného shromáždění OSN 31/72, pro jejíž přijetí hlasovalo 96 ze 134 přítomných delegací. Rezolucí byla přijata Úmluva TIAS 9614 „o zákazu vojenského nebo jakéhokoli jiného nepřátelského použití technik modifikace prostředí.“ Úmluva byla podepsána v Ženevě 18. května 1977 a nabyla účinnosti dnem 5. října 1978 poté, co ji ratifikovalo 20 států (mezi nimi i Československo). Československo dodalo ratifikační dokumenty 12. května 1978. Zajímavost: mezi dvacítkou států, které úmluvu ratifikovaly před nabytím účinnosti je vedle Sovětského svazu i Bělorusko a Ukrajina.